# Пургин, Николай Иванович
Никола́й Ива́нович Пурги́н (19 февраля 1923, Левашово, Костромская губерния — 28 августа 2007, Москва) — советский военный лётчик. Участник Великой Отечественной войны. Герой Советского Союза (1944). Гвардии генерал-майор авиации, Заслуженный военный лётчик СССР (1972), кандидат военных наук.

## Биография
Николай Иванович Пургин родился 19 февраля 1923 года в селе Левашово Костромского уезда Костромской губернии РСФСР СССР (ныне село Некрасовского района Ярославской области Российской Федерации) в крестьянской семье. Русский. С 1937 года с родителями жил в Костроме. Окончил 9 классов школы и городской аэроклуб в 1939 году.
В апреле 1940 года Николай Иванович по комсомольской путёвке поступил в Балашовскую военную авиационную школу пилотов. Прошёл подготовку на самолётах СБ и Р-5. С осени 1941 года служил в запасных полках в Будённовске, Чистополе, под Казанью, в Ижевске и Пензе. В 1943 году прошёл переподготовку на штурмовике Ил-2. Во время боевой учёбы с Николаем Ивановичем произошёл неприятный случай. В результате отказа двигателя ему пришлось совершать вынужденную посадку. Умелые действия лётчика в критической ситуации были по достоинству оценены командованием запасного полка, и ему доверили лидировать маршевую эскадрилью на фронт.
В боях с немецко-фашистскими захватчиками сержант Н. И. Пургин с 5 июля 1943 года в должности лётчика 2-й эскадрильи 820-го штурмового авиационного полка 292-й штурмовой авиационной дивизии 1-го штурмового авиационного корпуса. Боевое крещение принял в Курской битве в районе Белгорода. Первый боевой вылет Николай Иванович совершил на штурмовку немецкого аэродрома Сокольники. Особенно запоминающимся для него стал третий вылет. 13 июля 1943 года, прикрывая своего ведущего, сержант Н. И. Пургин связал боем два немецких истребителя Ме-109. «Илу» Пургина сильно досталось: снарядами немецких пушек были повреждены обе плоскости самолёта, руль глубины, стабилизатор, фюзеляж и стойки шасси, но лётчик сумел довести неисправный самолёт до своего аэродрома и совершить посадку. Сам Николай Иванович впоследствии вспоминал об этом событии: 

Самолёт был искалечен так, что его списали. В общем, они не попали только в меня, в мотор и в бензобак. Смотрю, командир полка подъезжает на машине: «Ух, тебя и разделали».— Я дрался на Ил-2: сборник. С. 33.
 За этот подвиг сержант Н. И. Пургин был награждён медалью «За отвагу». После этого все дальнейшие боевые вылеты во время войны Пургин совершал, будучи одетым в ту же военную форму, которая была на нём в первых боях (видимо, считая её «счастливой»). Всего во время Курской стратегической оборонительной операции Николай Иванович совершил 15 боевых вылетов, в ходе который лично уничтожил 2 танка, 7 автомашин с войсками и грузами, подавил огонь зенитной батареи и истребил до 40 солдат противника. За успешные действия в Курской битве сержанту Пургину в июле 1943 года без переаттестации было присвоено офицерское звание. Ещё 32 боевых вылета на Курской дуге младший лейтенант Н. И. Пургин совершил на Степном фронте во время Белгородско-Харьковской операции, уничтожив при этом 6 танков, 24 автомашины, 4 зенитные точки, склад с боеприпасами и до 175 военнослужащих вермахта. 15 августа 1943 года при штурмовке скопления немецких войск в районе села Русская Лозовая Ил-2 Николая Ивановича был атакован 4 истребителями противника, но пилот смог вывести машину из под удара и совершить посадку на своей территории. Всего за время боёв на Курской дуге в результате атак вражеских истребителей и огня зенитной артиллерии Н. И. Пургину пришлось четыре раза совершать вынужденную посадку.
Осенью 1943 года младший лейтенант Н. И. Пургин активно участвовал в Битве за Днепр. В ходе Полтавско-Кременчугской операции лётчики 820-го штурмового полка поддерживали наступление войск фронта на красноградском направлении, затем сыграли одну из ключевых ролей в боях за плацдарм на правом берегу Днепра, получившего название Бородаевского. В октябре-ноябре 1943 года Николай Иванович совершал боевые вылеты на штурмовку скоплений войск противника и его военной инфраструктуры на криворожском и кировоградском направлениях. 20 октября 1943 года при выполнении боевого задания по штурмовке переднего края немецкой обороны в районе села Анновка Петровского района Кировоградской области группа из 9 Ил-2, в составе которой был и младший лейтенант Н. И. Пургин, встретила группу из 50 самолётов противника Ю-87 и Ме-109, которые атаковали советские наземные войска. Несмотря на многократное численное превосходство немцев, советские лётчики вступили в бой с врагом и в ожесточённом воздушном бою сбили 10 самолётов неприятеля. Один из сбитых в этот день Ю-87 Николай Иванович записал на свой лицевой счёт.
Начало 1944 года ознаменовалось крупной наступательной операцией 2-го Украинского фронта на кировоградском направлении, в ходе которой были созданы условия для окружения группировки немецких войск в Правобережной Украине. В ходе Корсунь-Шевченковской операции, несмотря на неблагоприятные погодные условия, младший лейтенант Н. И. Пургин совершил 18 успешных боевых вылетов, уничтожив 2 немецких танка, 8 автомашин с войсками и грузами и до 90 солдат и офицеров неприятеля. За боевые отличия, стойкость и массовый героизм личного состава, проявленные в боях в Правобережной Украине, приказом НКО СССР № 018 от 5 февраля 1944 года 820-й штурмовой авиационный полк был преобразован в 155-й гвардейский. Дивизия, в которую входил полк, стала 9-й гвардейской, а авиационный корпус — 1-м гвардейским. Весной 1944 года лётчики дивизии оказывали поддержку наступающим частям фронта во время Уманско-Ботошанской операции, нанося штурмовые удары по переднему краю немецкой обороны, разрушая опорные пункты обороны противника, способствуя захвату и удержанию плацдармов при форсировании Южного Буга, Серета и Днестра. В период подготовки Ясско-Кишинёвской операции старший лётчик гвардии младший лейтенант Н. И. Пургин в качестве ведущего пары активно привлекался к разведывательным полётам, а также участвовал в налётах на ближние тылы противника и объекты его инфраструктуры. 30 мая 1944 года Николай Иванович участвовал в штурмовке немецкого аэродрома Хуши, в ходе которой лично уничтожил на земле немецкий бомбардировщик Ю-87. 31 мая 1944 года в составе группы Ил-2 Н. И. Пургин участвовал в воздушном бою с 20 Ю-87 в районе города Яссы, в ходе которого лично сбил один вражеский самолёт.
В начале июня 1944 года Н. И. Пургин был произведён в гвардии лейтенанты и назначен командиром авиационного звена. Всего к концу июня Николай Иванович совершил 146 боевых вылетов, в ходе которых уничтожил 10 танков, 1 самолёт на земле и 2 в воздухе, 57 автомашин с войсками и грузами, 1 склад и 12 подвод с боеприпасами, 5 железнодорожных вагонов и свыше 450 солдат и офицеров неприятеля. За образцовое выполнение боевых заданий командования на фронте борьбы с немецкими захватчиками и проявленные при этом отвагу и геройство указом Президиума Верховного Совета СССР от 26 октября 1944 года гвардии лейтенанту Пургину Николаю Ивановичу было присвоено звание Героя Советского Союза.
В июле 1944 года 1-й гвардейский штурмовой корпус был передан 1-му Украинскому фронту и принимал участие в Львовско-Сандомирской операции. В качестве ведущего групп от 3 до 6 Ил-2 в период наступления на львовском направлении гвардии лейтенант Н. И. Пургин совершил 15 успешных боевых вылетов. Будучи признанным мастером точечных ракетно-бомбовых ударов Николай Иванович во время штурмовок как правило брал на себя задачу по подавлению противовоздушной обороны противника. Так, в период ликвидации окружённой под Бродами группировки немецких войск, находясь со своим звеном в составе группы из 9 Ил-2, он с первого захода подавил вражескую зенитную батарею. При выходе из пикирования он заметил, что другая зенитная батарея ведёт огонь по соседнему звену. Практически без набора высоты Николай Иванович атаковал цель и заставил орудия противника замолчать. Героические действия гвардии лейтенанта Пургина позволили группе уничтожить 3 танка, 7 автомашин и рассеять до двух рот пехоты неприятеля. Гвардии лейтенант Пургин взял на вооружение и активно применял на практике тактику массированного удара, при которой первый самолёт звена атаковал цель бомбами, шедший следом самолёт — реактивными снарядами, а третий расстреливал её из пушек и пулемётов. Эта тактика оказалась особенно эффективной в горах, когда в сентябре 1944 года перед группой гвардии лейтенанта Пургина была поставлена задача оказать содействие частям 1-го Чехословацкого корпуса, столкнувшимся с ожесточённым сопротивлением немцев в Судетах. Противник установил на склонах горы в районе населённого пункта Яслиска (Jaśliska) несколько противотанковых артиллерийских батарей, которые не давали подразделениям корпуса продвинуться вперёд. В результате удара группы из 12 Ил-2 под командованием гвардии лейтенанта Н. И. Пургина организованное сопротивление противника было полностью подавлено.
Перед началом Висло-Одерской операции Николай Иванович получил звание гвардии старшего лейтенанта и был назначен заместителем командира эскадрильи с одновременным назначением на должность штурмана эскадрильи. Во время наступательных боёв зимой — весной 1945 года он водил группы по 6-9 самолётов на штурмовку скоплений войск противника, участвовал в освобождении городов Ченстохова, Катовице, Ёльс, Лигниц, Бунцлау и Бреслау. В апреле 1945 года он участвовал в Берлинской операции, совершив один из последних вылетов на штурмовку артиллерийских позиций немцев в Подстамском парке Берлина. Боевой путь Николай Иванович завершил в небе Чехословакии 11 мая 1945 года. К концу войны на его счету было 232 боевых вылета. Среди командования дивизии ходили разговоры о возможном представлении гвардии старшего лейтенанта Н. И. Пургина к званию дважды Героя Советского Союза, но дальше разговоров дело не пошло. Сам Николай Иванович по этому поводу говорил без обиняков:

Почему вторую Звезду не дали? Хотя налёт у меня был больше всех в дивизии и ни разу я не блудил, но в Польше и Германии было слишком много водки. Пьяным я никогда не летал, но выпить любил и вёл себя не лучшим образом.— Я дрался на Ил-2: сборник. С. 36.
После войны Н. И. Пургин продолжил службу в вооружённых силах СССР. В 1954 он окончил Военно-воздушную академию, а в 1964 году — Военную академию Генерального штаба Вооружённых сил СССР. Служил на командных должностях в военно-воздушных силах. С 1980 года и до увольнения в запас гвардии генерал-майор авиации Н. И. Пургин служил начальником командного факультета Военно-воздушной академии. После увольнения из армии Николай Иванович жил в Москве. Скончался 28 августа 2007 года. Похоронен на Троекуровском кладбище столицы.

## Награды и звания
- Медаль «Золотая Звезда» (26.10.1944);
- орден Ленина (26.10.1944);
- два ордена Красного Знамени (09.10.1943; 21.02.1944);
- орден Александра Невского (05.09.1944);
- два ордена Отечественной войны 1-й степени (23.04.1945; 11.03.1985)
- три ордена Красной Звезды (09.08.1943; 26.10.1955[2]; ??);
- орден Славы 3-й степени (07.06.1944);
- медали, в том числе:
  - медаль «За отвагу» (11.07.1943);
  - медаль «За боевые заслуги» (15.11.1950)[2];
  - медаль «За взятие Берлина»;
  - медаль «За освобождение Варшавы»;
  - медаль «За освобождение Праги»;
- Заслуженный военный лётчик СССР (1972).

Государственные награды Чехословакии:
- орден Красной Звезды;

Государственные награды Польской Народной Республики:
- Крест Заслуги «За храбрость».

## Документы
- Общедоступный электронный банк документов «Подвиг Народа в Великой Отечественной войне 1941—1945 гг.» Дата обращения: 13 июля 2013. Архивировано из оригинала 13 марта 2012 года.

Представление к званию Героя Советского Союза и указ ПВС СССР о присвоении звания. Дата обращения: 13 июля 2013. Архивировано 3 сентября 2013 года.
Орден Красного Знамени (наградной лист и приказ о награждении от 09.10.1943). Дата обращения: 13 июля 2013. Архивировано 3 сентября 2013 года.
Орден Красного Знамени (наградной лист и приказ о награждении от 21.02.1944). Дата обращения: 13 июля 2013. Архивировано 3 сентября 2013 года.
Орден Александра Невского (наградной лист и приказ о награждении). Дата обращения: 13 июля 2013. Архивировано 3 сентября 2013 года.
Орден Отечественной войны 1-й степени (наградной лист и приказ о награждении). Дата обращения: 13 июля 2013. Архивировано 3 сентября 2013 года.
Орден Красной Звезды (наградной лист и приказ о награждении). Дата обращения: 13 июля 2013. Архивировано 3 сентября 2013 года.
Орден Славы 3-й степени (наградной лист и приказ о награждении). Дата обращения: 13 июля 2013. Архивировано 3 сентября 2013 года.
16545498 Медаль «За отвагу» (приказ о награждении). Дата обращения: 13 июля 2013. Архивировано 3 сентября 2013 года.

## Видеоматериалы
- Стармедия. Легенды войны. 1-я серия. Документальный фильм.